# Wargaming Seattle
Wargaming Seattle – amerykańskie studio zajmujące się produkcją gier komputerowych. Studio ma swoją siedzibę w Redmond w stanie Waszyngton. Swoją działalność studio rozpoczęło w maju 1998 roku. Początkowy skład studia stanowili Chris Taylor, twórca Total Annihilation i część byłych pracowników studia Cavedog Entertainment. Studio początkowo nazywało się Gas Powered Games, jednak w 2013 zostało wykupione przez Wargaming.net.

## Wyprodukowane gry
| Nazwa Gry                          | Data wydania | Platforma    |
| ---------------------------------- | ------------ | ------------ |
| Dungeon Siege                      | 2002         | PC, MAC      |
| Dungeon Siege: Legends of Aranna   | 2003         | PC           |
| Dungeon Siege II                   | 2005         | PC           |
| Dungeon Siege II: Broken World     | 2006         | PC           |
| Supreme Commander                  | 2007         | PC, Xbox 360 |
| Supreme Commander: Forged Alliance | 2007         | PC           |
| Space Siege                        | 2008         | PC           |
| Demigod                            | 2009         | PC           |
| Supreme Commander 2                | 2010         | PC, Xbox 360 |
| Age of Empires Online              | 2011         | PC           |
| Kings and Castles                  | W produkcji  | ?            |